# أبلق أحمر الذيل
أبلق أحمر الذيل (الاسم العلمي: Oenanthe chrysopygia) (بالإنجليزية: Red-tailed Wheatear)‏ هو نوع من الطيور يتبع جنس الأبلق من فصيلة صائدات الذباب. ولهذا الطائر اسم آخر هو  مدقي مراعيد في بعض المناطق نسبة إلى أنه يشبه المدقي في الشكل فقط، لكنه اصغر منه في الحجم، ولفظ مَراعيد تعني تحريك الذيل ياستمرار وبانتظام. وهو طائر مهاجر شتوي وأحياناً عابر تكثر رؤيته في الربيع، يتواجد حول التلال والأودية والمسطحات التي تحتوي على أشجار السمر في المناطق شبه الصحراوية وفي السهول.

## الميزات
طائر صغير الجسم مقارنه بالمدقي العادي، يغطي اللون الشاحب سطحه الظهري، أما السطح البطني فهو افتح لوناً، طرف نهاية الذيل لونها أحمر إلى حد ما، يهتز ذيله بصورة منتظمة ومستمرة.

## التغذية
يتغذى على الحشرات والديدان.